# لاک قرمز
لاک قرمز فیلمی ایرانی به کارگردانی سید جمال سیدحاتمی و نویسندگی امیر عبدی با بازی پردیس احمدیه، پانته‌آ پناهی‌ها و بهنام تشکر محصول سال ۱۳۹۴ است. این فیلم مضمونی اجتماعی دارد و در مورد خانواده، ارتباط والدین با فرزندان و معضلات جامعه است.
این فیلم برای حضور در بخش نگاه نو سی و چهارمین دوره جشنواره فیلم فجر انتخاب شد و نامزد دریافت جایزه بهترین کارگردانی و بهترین فیلم در بخش نگاه نو این جشنواره شد. این فیلم در ۱۱ آذر ۱۳۹۵ در سینماهای ایران اکران شد.

## داستان
اکرم به همراه پدرش ارسلان، مادرش اعظم، برادرش اسماعیل، و خواهر کوچکش الهام در یک خانهٔ قدیمی، در محله‌ای فقیرنشین و پایین شهر زندگی می‌کنند. آنها وضع مالی خوبی ندارند، چرا که تمام سرمایه‌شان را از شغل پدر خانواده به دست می‌آورند و او سازندهٔ عروسک‌های چوبی است و حتی اجازه کار کردن دیگر اعضای خانواده را هم نمی‌دهد.
در هر حال آنها زندگی آرامی دارند تا اینکه یک روز پدر خانواده، ارسلان که در حال درست کردن آنتن تلویزیون بود ناگهان از پشت بام خانه سقوط می‌کند و جلوی چشم همهٔ اعضای خانواده جان به جان آفرین تسلیم می‌کند. چندی بعد، در حالی این خانواده در اوضاع مالی بدی به سر می‌برد و حتی پول برای خرید مایحتاج خود را ندارند، صاحبخانه‌شان که چهار ماه است اجاره‌ای از آن‌ها دریافت نکرده به سراغ آنها می‌آید. او می‌گوید وقتی ارسلان زنده بوده ۸ میلیون تومان از او قرض گرفته و الان او پولش را می‌خواهد. مگر اینکه خانواده ارسلان هر چه زودتر خانه‌شان را تخلیه کنند و از آنجا بروند. در غیر این صورت او پولش را تمام و کمال می‌خواهد. اعظم یک کار پیدا می‌کند که کارفرمایش به او جای خواب برای خودش و دو تا از بچه‌هایش می‌دهد. اعظم هم اصرار دارد که اکرم به اراک یعنی محل زندگی خاله‌اش برود و با پسرخاله‌اش ازدواج کند تا زندگی‌اش سر و سامان بگیرد.
اما اکرم با این درخواست مخالفت می‌کند و تصمیم می‌گیرد پول اجاره را با فروختن عروسک‌های پدرش به دست بیاورد و از آن خانه بیرون نروند. اما یکی از عروسک‌هایی که می‌فروشد حاوی مواد مخدری بوده که ارسلان در گذشته در آن مخفی کرده. او ۳ شب تمام را در بازداشتگاه می‌گذراند و وقتی ثابت می‌شود که خودش مصرف‌کننده نیست آزاد می‌شود. اما وقتی به خانه بر می‌گردد می‌فهمد که اعظم، الهام و اسماعیل را ترک کرده و از خانه رفته است. الهام و اسماعیل هم به مرکز بهزیستی تحویل داده شده‌اند.
حالا او از عمویش درخواست می‌کند که به بهزیستی برود و سرپرستی بچه‌ها را به عهده بگیرد. در همین حال اعظم پیدا می‌شود؛ ولی وقتی اکرم به سراغ او می‌رود او دیوانه شده و در آسایشگاه به سر می‌برد. برای همین از او دل می‌کند؛ و در پایان او عروسک‌های چوبی را به شکل عروس در می‌آورد و با فروختن آنها پول برای ادامه زندگی را به دست می‌آورد.

## بازیگران اصلی
- پردیس احمدیه در نقش اکرم محمودی، دختر ارسلان و اعظم
- پانته‌آ پناهی‌ها در نقش اعظم، مادر اکرم، همسر ارسلان
- بهنام تشکر در نقش ارسلان محمودی، پدر اکرم، همسر اعظم
- مهری آل آقا در نقش خاله اکرم، خواهر اعظم
- مسعود کرامتی‌‌ در نقش عموی اکرم

## جشنواره‌ها
- برنده جایزه بهترین بازیگر نقش مکمل زن (پانته‌آ پناهی‌ها) در نوزدهمین دوره جشن بزرگ سینمای ایران (۱۳۹۶)
- نامزد جایزه بهترین بازیگر نقش اول زن (پردیس احمدیه) در نوزدهمین دوره جشن بزرگ سینمای ایران (۱۳۹۶)
- نامزد بهترین فیلم در بخش نگاه نو در سی و چهارمین دوره جشنواره فیلم فجر (۱۳۹۴)